# Ottar (nome)
Ottar  è un nome proprio di persona scandinavo maschile, usato in norvegese, danese, svedese e faroese.

## Varianti
- Faroese: Óttar[2]
- Norvegese: Otter[2]
- Svedese: Otter[2]

### Varianti in altre lingue
- Finlandese: Otter[2]
- Inglese antico: Othere[2]
- Islandese: Óttarr[2], Óttar[2]
- Norreno: Óttarr[1]

## Origine e diffusione
Continua l'antico nome norreno Óttarr, a sua volta da un nome proto-norreno ricostruito come *Ohtherr; è composto da ótti ("paura", "terrore") e ar ("esercito", "lancia" o "guerriero"). 
Il nome è stato usato occasionalmente nel periodo precedente la seconda guerra mondiale.

## Persone
- Ottar di Hålogaland, avventuriero ed esploratore vichingo

### Varianti
- Ohthere, re semileggendario svedese
- Óttar Óttarsson, re di Dublino
- Óttarr svarti, scaldo islandese
- Ottir Iarla, jarl norreno
- Óttar Magnús Karlsson, calciatore islandese